# Ruth Siewert

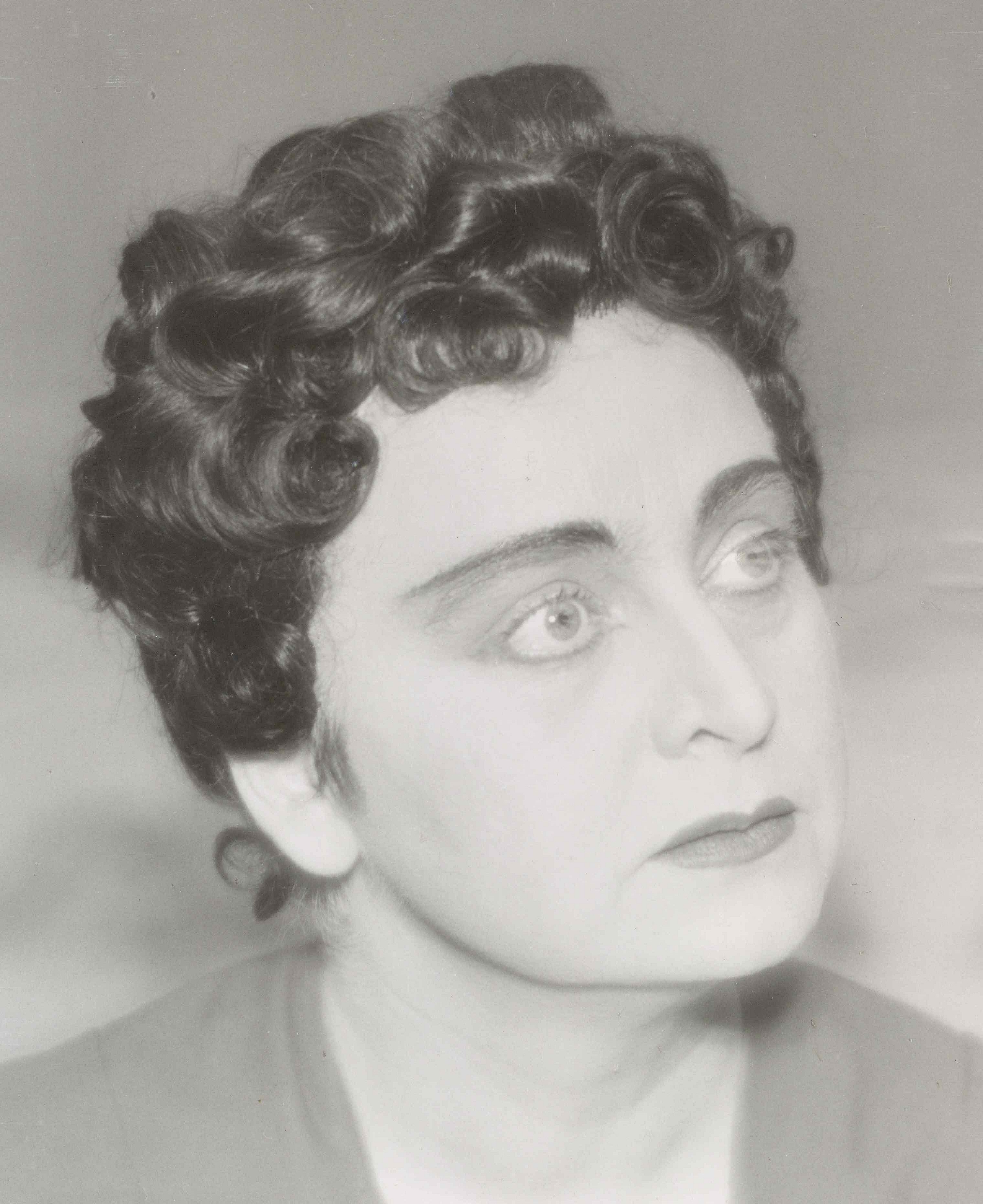
Ruth Siewert in Orpheus und Eurydike am Badischen Staatstheater Karlsruhe (1958/59)

Ruth Siewert geb. Schnaudt (12. September 1913 in Friemersheim, Duisburg – 23. Juli 2002 in Königsfeld im Schwarzwald) war eine deutsche Opernsängerin der Stimmlage Alt. Sie reüssierte als Konzertsolistin und als Wagner-Interpretin. Später arbeitete sie als Gesangspädagogin.

## Leben und Werk
Ruth Schnaudt wurde an der Folkwang-Schule in Essen aufgenommen, wo sie bei ihrer Tante studierte, Anna Erler-Schnaudt (1878–1963), einer bekannten Reger-Gesangsinterpretin und Pädagogin. 1938 debütierte sie – unter ihrem Mädchennamen – am Staatstheater Bremen. Sie blieb eine Spielzeit lang in Bremen verpflichtet. Im Jahr 1940 (in Berlin) und ab 1946 sind Auftritte als Konzertsolistin verbürgt. Sie war sowohl als Lied-, als auch als Oratorien-Sängerin tätig und erlangte rasch Bekanntheit. Kutsch/Riemens erwähnten „bedeutende Leistungen beim Vortrag der Lieder von Yrjö Kilpinen“, teils unter Mitwirkung des Komponisten. Es gibt zwei Tondokumente ihres Repertoires im Konzertsaal: das Altsolo in Gustav Mahlers Dritter, 1960 mit dem RSO Stuttgart unter Carl Schuricht aufgezeichnet, und Ludwig van Beethovens Neunte, eingespielt 1961 mit dem Royal Philharmonic Orchestra in London unter René Leibowitz, gemeinsam mit den Solisten Inge Borkh, Richard Lewis und Ludwig Weber.
Ab 1951 entfaltete sich eine internationale Karriere als Opernsängerin, zuerst bei den Bayreuther Festspielen, den ersten nach dem Untergang des NS-Regimes. Sie debütierte am 30. Juli 1951 am Grünen Hügel als Stimme aus der Höhe, dem Alt-Solo im Parsifal, dirigiert von Hans Knappertsbusch und inszeniert von Wieland Wagner. Es folgten im selben und im folgenden Jahr in Bayreuth sieben tiefe Rollen im Nibelungenring – Erda und Fricka im Rheingold, Fricka und Schwertleite in der Walküre, Erda im Siegfried sowie Erste Norn und Waltraute in der Götterdämmerung. Es inszenierte erneut Wieland Wagner, es dirigierten Hans Knappertsbusch und (als Einspringer) Herbert von Karajan. Es ist noch eine neunte Wagner-Rolle bekannt, die Mary im Fliegenden Holländer, die sie jedoch nie in Bayreuth verkörperte. Im Ring-Zyklus gastierte die Sängerin an nahezu allen großen Opernhäusern Europas, Am Royal Opera House in London und am Teatro San Carlo in Neapel übernahm sie Erda und Fricka, an der Mailänder Scala und am La Fenice in Venedig Erda und Waltraute, beim Maggio Musicale Fiorentino alle drei Rollen. Als Erda war sie auch am Théâtre Royal de la Monnaie in Brüssel, am Teatro Nuovo von Turin und am Teatro Comunale von Bologna zu sehen und zu hören, weiters auch an der römischen Oper, wo sie auch als Mary verpflichtet war. 1955 übernahm sie an der Pariser Oper die Rollen Erda, Schwertleite und Erste Norn. 1964 gastierte sie als Waltraute am Teatro Liceu in Barcelona.
Von 1955 bis 1956 gehörte sie dem Ensemble des Staatstheaters Karlsruhe an, danach war sie drei Spielzeiten lang Mitglied der Deutschen Oper am Rhein in Düsseldorf und Duisburg. 1960 wurde sie erneut nach Bayreuth eingeladen. Weitere Gastspiele führten sie nach Bordeaux, Lyon, Nancy, Nizza und Toulouse, nach Genua, Wien, Madrid und Amsterdam. Tondokumente geben einen Einblick in ihr Repertoire jenseits von Richard Wagner – Aufzeichnungen stellen sie als Gluck'schen Orpheus vor, als Ulrika in Verdis Maskenball und als Stimme der Mutter in Offenbachs Hoffmanns Erzählungen. Auf einer Arienplatte aus dem Jahr 1955 sang sie „Oh schöne Jugendtage“, die Arie der Magdalena in Kienzle Evangelimann, und „Die Sonne, sie lachte“, die Arie der Dalila in Saint-Saëns' Samson und Dalila.
Später kehrte sie nach Viersen zurück und arbeitete als Gesangslehrerin.